# Fuente de Mouro
Fuente de Mouro (en gallego y oficialmente, Fonte de Mouro) es una aldea española situada en la parroquia de Castro, del municipio de Boiro, en la provincia de La Coruña, Galicia.

## Demografía
| Gráfica de evolución demográfica de Fonte de Mouro entre 2000 y 2021 |
|                                                                      |
| Datos según el nomenclátor publicado por el INE.                     |